# La Merced (Ciudad de México)
La Merced es un barrio histórico que, con un total de 54 manzanas, se encuentra en la parte oriental del centro histórico de la Ciudad de México. Tiene su origen en dos de los cuatro barrios o calpullis en que estaba dividida la ciudad de México-Tenochtitlán: el de Atzacoalco o Atzacuapan, al noroeste, y el de Zoquipan o Zoquiapan, al suroeste. Este último era el más grande, antiguo e importante de la metrópoli azteca, y la ciudad indígena parece haberse fundado en esta zona, en 1325. Actualmente constituye un barrio histórico sin límites definidos, en la zona ubicada en torno a la intersección de la avenida Anillo de Circunvalación con la avenida San Pablo. En este barrio se encuentran casi la mitad de los monumentos históricos del centro. Se caracteriza por ser un importante centro de abasto de la Ciudad de México (un factor decisivo fueron las acequias, que atravesaban la zona a todo lo largo y ancho), actividad que comenzó en el siglo XVII con la fundación de la alhóndiga de la ciudad y posteriormente se desarrolló y tuvo su auge en torno al mercado de la Merced, establecido desde mediados del siglo XIX en la zona. La Merced concentra varios monumentos históricos, algunos de los cuales albergan instituciones educativas o sirven como comercios. El barrio fue integrado en 2011 al programa Barrios mágicos de Ciudad de México por el gobierno capitalino. Puede llegarse a él fácilmente a través de la estación del metro Merced, de la línea 1 del Metro de la Ciudad de México.

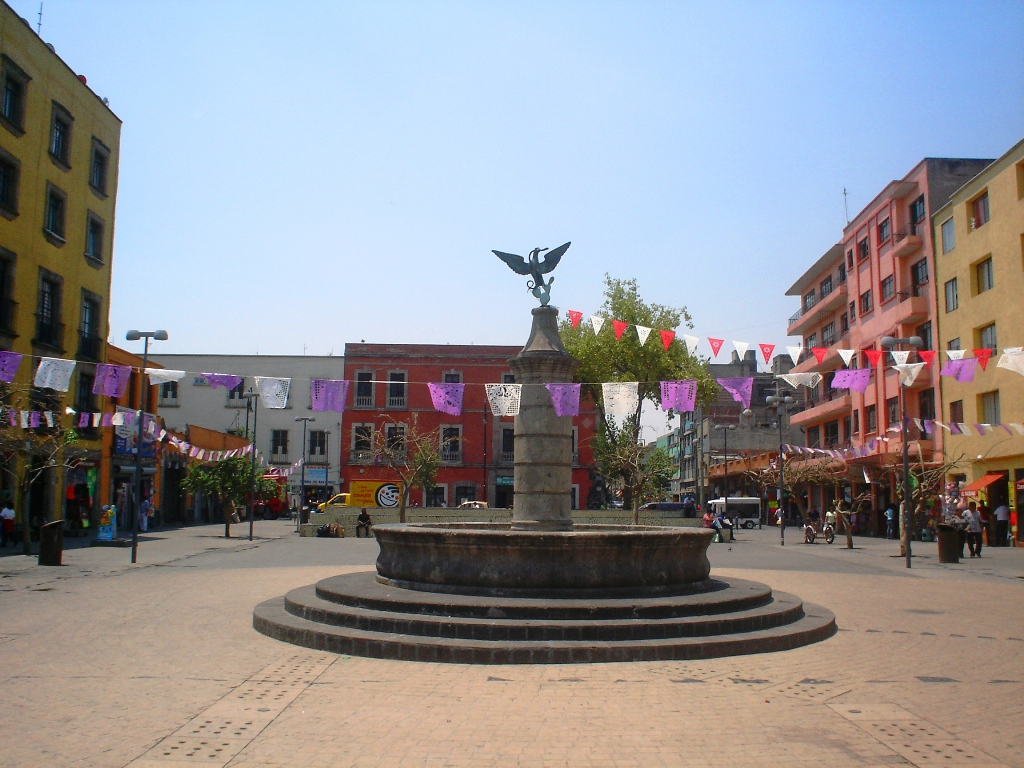
Plaza de la Aguilita

de la Merced se encuentran verdaderas joyas de la arquitectura colonial, y destacan en todos los sentidos construcciones monumentales como el Claustro del ex convento de la Merced, los templos y el Colegio de San Pablo, la capilla de Manzanares y la Casa Talavera, pero también cuenta con los últimos ejemplos sobrevivientes de la arquitectura colonial popular en la calle de Manzanares de los cuales destaca la casa marcada con el número 25, la cual es la única casa del siglo XVI que se conserva en la Ciudad de México y la única detectada que sobrevivió a la gran inundación de 1629.
En materia de monumentos artísticos, destacan el Mercado de la Merced, construido en 1957 por el arquitecto Enrique del Moral, la fachada art decó de la exfábrica de chocolates La Cubana, obra del escultor Rodrigo Arenas Betancourt, así como la casa que albergó a la Fábrica de Vidrio de Carretones, que fue construida ex profeso durante el Porfiriato para albergar instalaciones para elaborar vidrio soplado. En la zona se encuentran algunos edificios neocoloniales de importancia, como el ubicado en la esquina de las calles República de El Salvador y Jesús María, que es obra del arquitecto Juan Sordo Madaleno.
En materia de monumentos arqueológicos existen con vestigios prehispánicos que se encuentran resguardados por el museo de sitio del Centro Cultural Casa Talavera.

## Templos
que dieron forma al barrio: la primera es la Capilla de la Santa Cruz, fundada por Hernán Cortés, que fue reconstruida a finales del siglo XVIII y desde el siglo XIX es la Capilla del Señor de la Humildad, en la calle de Manzanares; la segunda es el Templo de San Pablo el viejo, fundada por Pedro de Gante; la tercera es el templo y Convento de la Merced, fundado en 1594 y destruido en 1861; la cuarta, el templo de San Pablo el nuevo, construido a finales del siglo XVIII por el arquitecto José Antonio González Velázquez, y, por último, el templo de Santo Tomás la Palma, también del siglo XVIII. La capilla del Señor de la Humildad y los templos de San Pablo el Nuevo y Santo Tomás la Palma están abiertos al culto y en buenas condiciones, y destaca la capilla del Señor de la Humildad, por su excelente estado de conservación. El templo de San Pablo el Viejo ha sido muy modificado y actualmente forma parte del Hospital Juárez.
| Arquitectura religiosa del barrio de la Merced   |                                                     |                              |                                |                       |                              |
|                                                  |                                                     |                              |                                |                       |                              |
| Capilla del señor de la humildad o de Manzanares | Templo de Jesús María y nuestra señora de la Merced | Templo de San Pablo el nuevo | Templo de Santo Tomás la Palma | Iglesia de la Soledad | Templo de San Pablo el viejo |

## Festividades

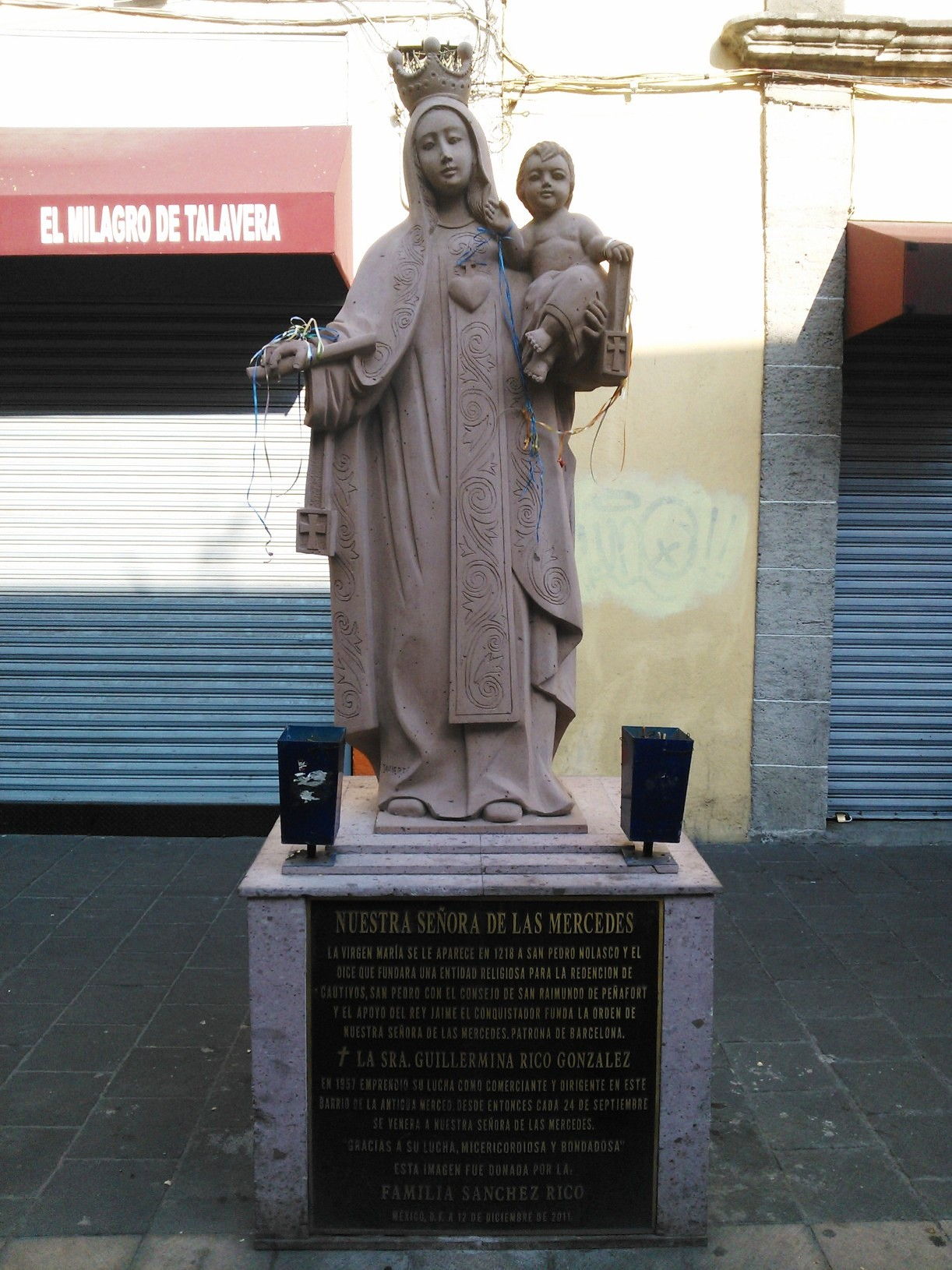
Virgen de la Merced, en la calle Talavera.

Se observan dos festividades principales en el barrio: la fiesta del Señor de la Humildad y la fiesta de la virgen de la Merced.

### Fiesta del Señor de la Humildad
La fiesta del Señor de la Humildad es el 6 de agosto, y junto con la de la Iglesia de San Miguel Arcángel es considerada la última gran fiesta patronal que aún se celebra en el centro histórico. Ese día se realiza una verbena popular, que comienza llevándole en la madrugada Las mañanitas a la imagen del Señor de la Humildad; después, la imagen se baja del retablo y se coloca en una tarima frente a la iglesia, donde recibe la visita de sus numerosos fieles; durante el resto del día hay misas, mariachis, procesiones, concheros, juegos mecánicos y venta de comida y bebida.

### Fiesta de la Virgen de la Merced
La fiesta de la Virgen de la Merced se celebra el 24 de septiembre; esta festividad se concentra en el Mercado de la Merced, y en la parte antigua del barrio tiene pocas manifestaciones y ha perdido arraigo.
Aunque no es propiamente una festividad religiosa del barrio, es importante mencionar la romería del Niño Dios, que se lleva a cabo los meses de diciembre y enero en la calle de Talavera y en la Plaza Alonso García Bravo, donde se monta un mercado donde se pueden comprar, vestir o restaurar imágenes de bulto que representan al niño Jesús, así como diversos puestos de comida y bebida. Esta costumbre comenzó a mediados de la década de los ochenta del siglo XX en la calle Talavera y se ha arraigado fuertemente en la zona, gracias a la relativa cercanía con la iglesia de la Candelaria, donde se lleva a cabo esta festividad el día 2 de febrero.

## Abasto
Por la incapacidad de la Ciudad de México para autoabastecerse, el aprovisionamiento de la capital requería que las vías de acceso a la capital pudieran transitarse con facilidad por los diversos medios de transporte.

«Hasta la primera mitad del siglo XVI, el abasto más importante provenía del tributo pagado por los indios, y como éstos estaban obligados a entregarlo en la Ciudad de México, o en el pueblo más cercano de su jurisdicción, las autoridades no enfrentaron dificultades serias para asegurar el abasto.»

## Cine

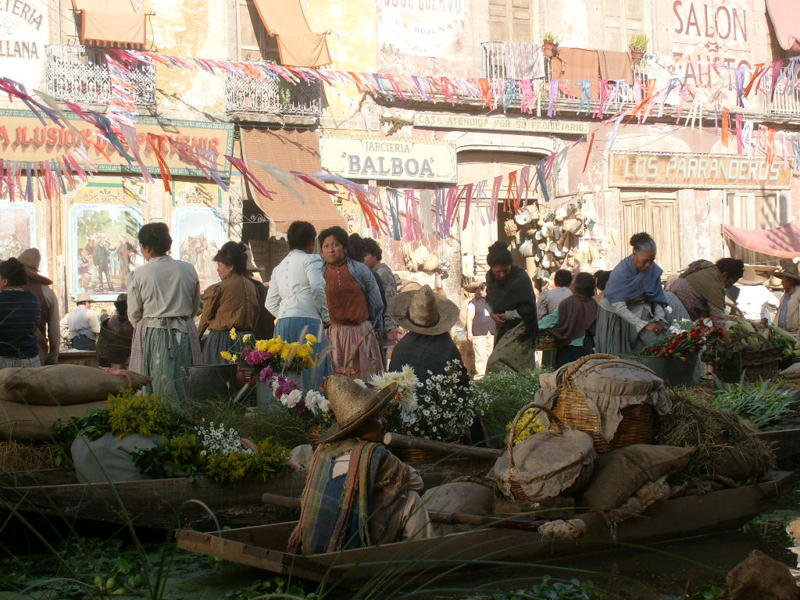
Recreación del Canal de Roldán para la película El atentado

Por su carácter popular y tradicional, el barrio de la Merced ha sido escenario de películas, entre las que se destacan El mil usos (1981), de Roberto G. Rivera; Perro callejero (1981), de Gilberto Gazcón; Santa sangre (1989), de Alejandro Jodorowsky; El Callejón de los Milagros (1995) y El atentado (2010), ambas de Jorge Fons Pérez.
El auge de los estudios sobre el Barrio de la Merced también ha dado pie a documentales que tratan la problemática y la situación contemporánea del barrio, como La Merced a través de la mirada de sus mujeres, de la cineasta y cronista Luisa Cortés (2008, Conaculta), y Ciudad Merced (2013), dirigido por Pablo Martínez Zárate, con la fotografía de Marc Bellver y música de Pablo Acevedo Navarro y Emilio Reyes Bassail.

## Residentes ilustres
Algunos personajes que han nacido o vivido en la zona:
- Antonio Badú (1914-1993) Actor y cantante
- Luis Castillo "El acorazado de bolsillo", "El duende de la Merced" (1918-2000) Boxeador profesional, doble campeón nacional peso mosca y gallo, tres veces contendiente al título mundial peso gallo entre 1944 y 1946
- Chava Flores (1920-1987) Compositor y cantante de música popular y folklórica, vivió en la vecindad ubicada en la esquina de la calle de la Soledad y callejón de las Lecheras
- Fuerza Guerrera (1953) Luchador profesional
- Mauricio Garcés (1926-1989) Actor
- José Antonio Gómez Rosas "el hotentote" (1916-1977) Pintor y artista
- Guillen de Lampart (1611-1659) Inmigrante, conspirador, soldado, revolucionario y poeta místico irlandés. Fue enjuiciado por los tribunales de la Inquisición y ejecutado en 1659 por conspirar para gobernar la colonia española.
- Pedro Linares López (1906-1992) Artista, creador de los Alebrijes
- Paco Malgesto (1914-1978) Locutor y animador pionero de la televisión en México
- Gerardo Murillo "Dr. Atl" (1875-1964) Pintor, escritor y vulcanólogo, participó en disciplinas como la exploración, geología, filosofía, historia, crítica de arte, política. Vivió en el Claustro de la Merced y fue promotor de su conservación
- Andrés Quintana Roo (1787-1851) Abogado, poeta, político e insurgente en el proceso de independencia de México. Vivió en la casa de la calle Venustiano Carranza número 153
- Melchor de Talamantes (1765-1809) Fraile mercedario Peruano de pensamiento liberal. Es reconocido como precursor de la Independencia de México. Vivió en la casa ubicada en la calle de Uruguay número 145 esquina con Talavera
- Rufino Tamayo (1899-1991) Pintor exponente del Muralismo mexicano.
- Jacobo Zabludovsky  (1928-2015[7]) Abogado y destacado periodista.

## Algunos sitios de interés
1. Antigua Alhóndiga y Canal de Roldán
2. Claustro del ex convento de la Merced
3. Capilla del señor de la humildad
4. Templo de San Pablo el viejo y Hospital Juárez
5. Antiguo Colegio de San Ramón
6. Centro Cultural Casa Talavera
7. Edificio de la exfábrica de chocolates la Cubana
8. Exfábrica de vidrio de Carretones
9. Iglesia de la Soledad
10. Mercado de la Merced
11. Plaza Alonso García Bravo
12. Plaza de la Aguilita
13. Templo de Santo Tomás la Palma
14. Templo de San Pablo el nuevo
15. Casa de Manzanares 25

## Galería de imágenes

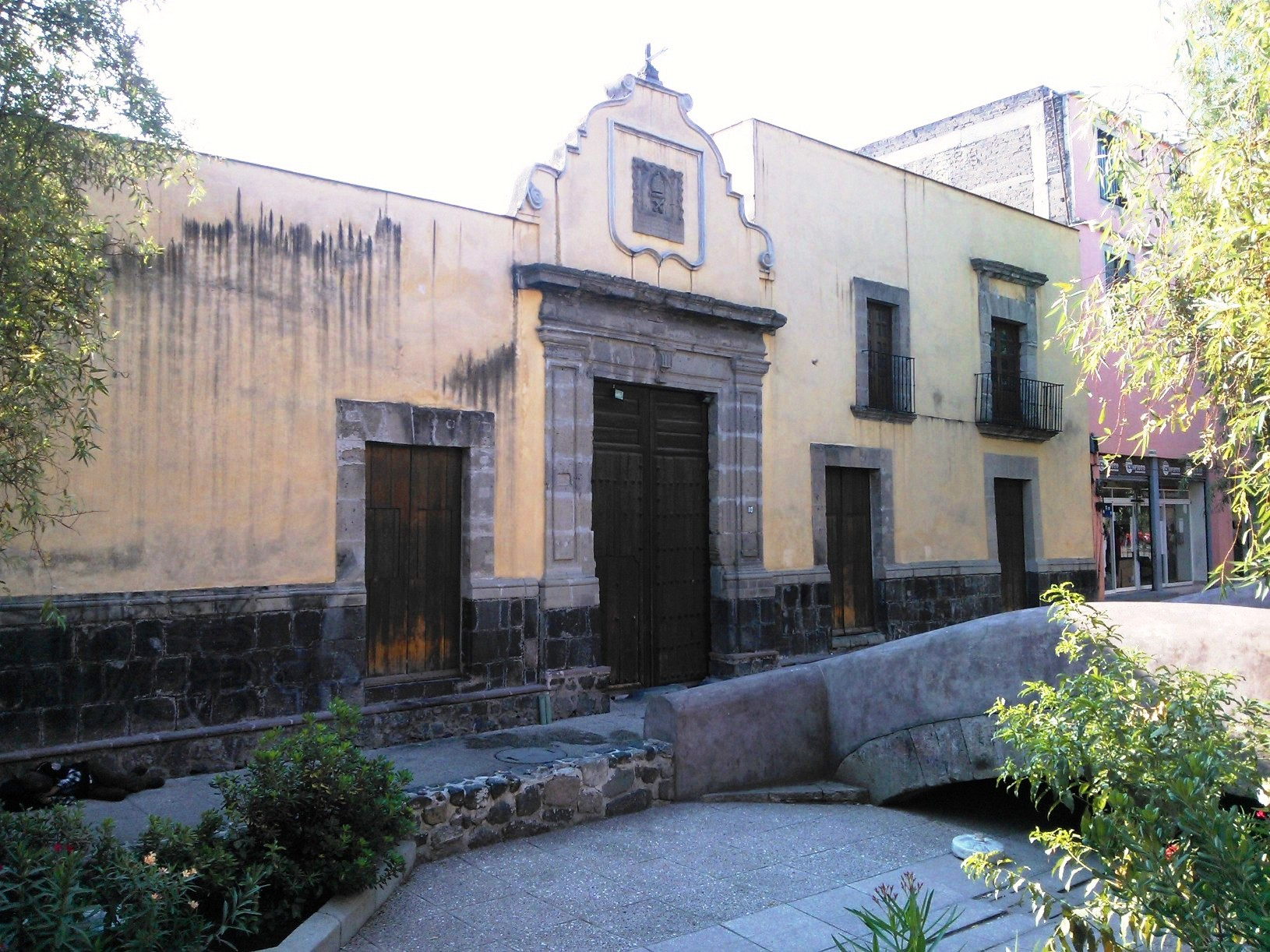
Antigua Alhóndiga
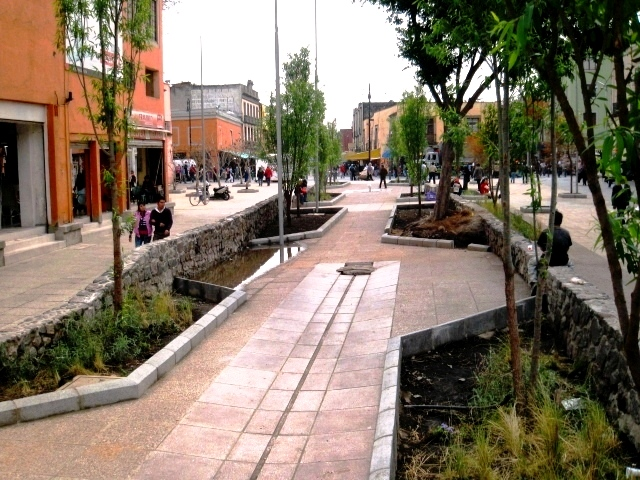
Canal de Roldán
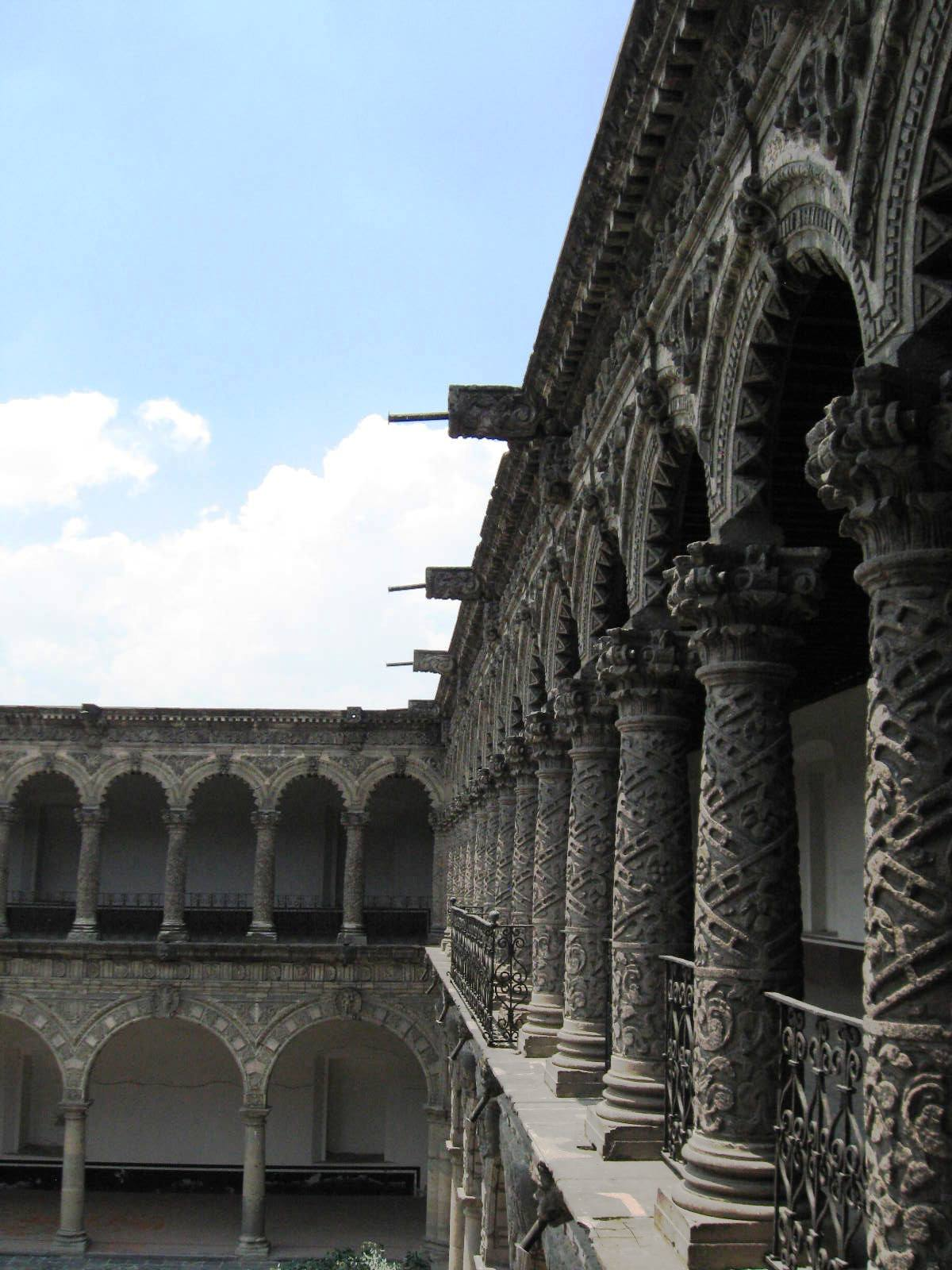
Claustro del ex convento de la Merced
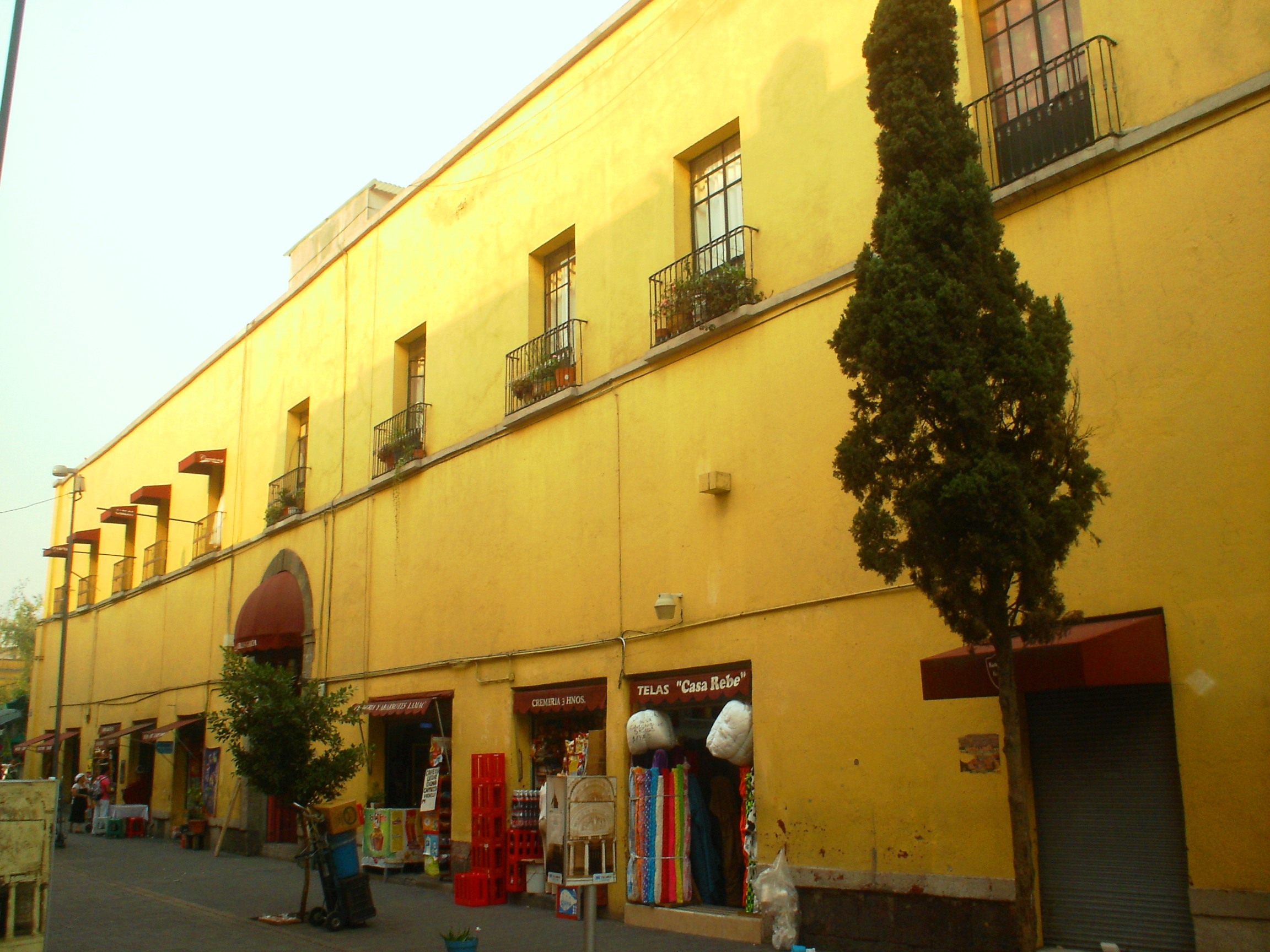
Noviciado del ex convento de la Merced
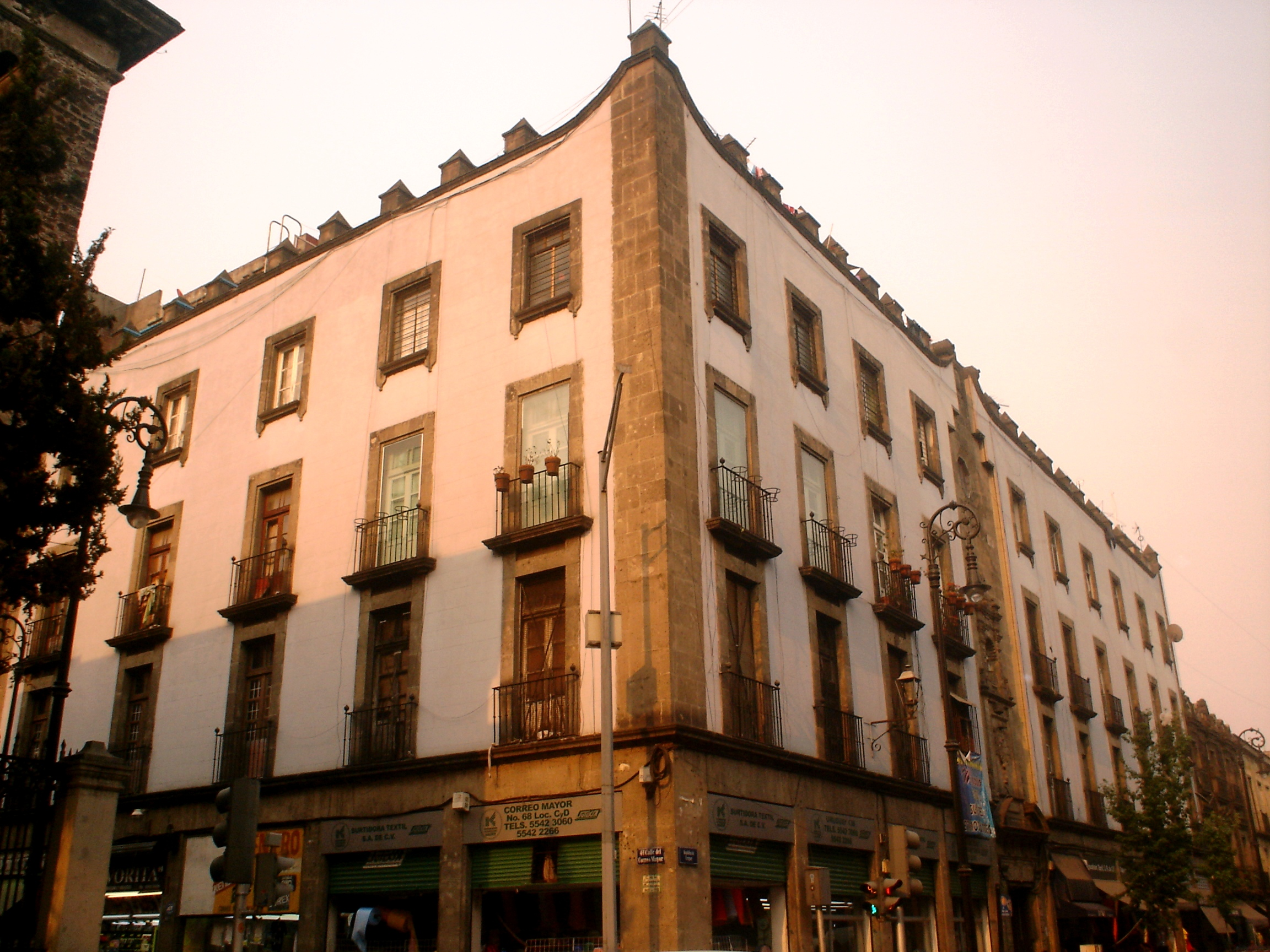
Colegio de San Ramón
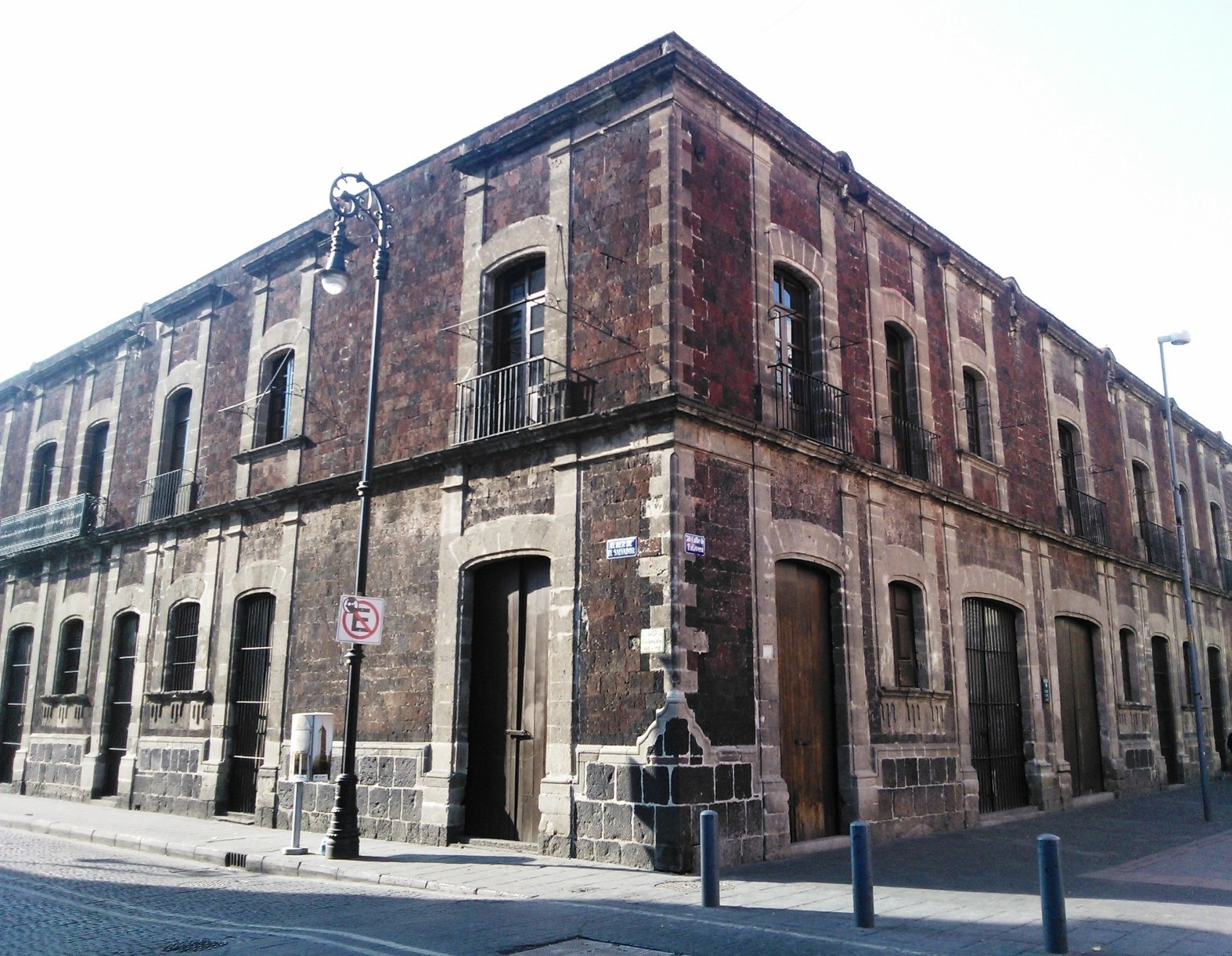
Centro Cultural Casa Talavera
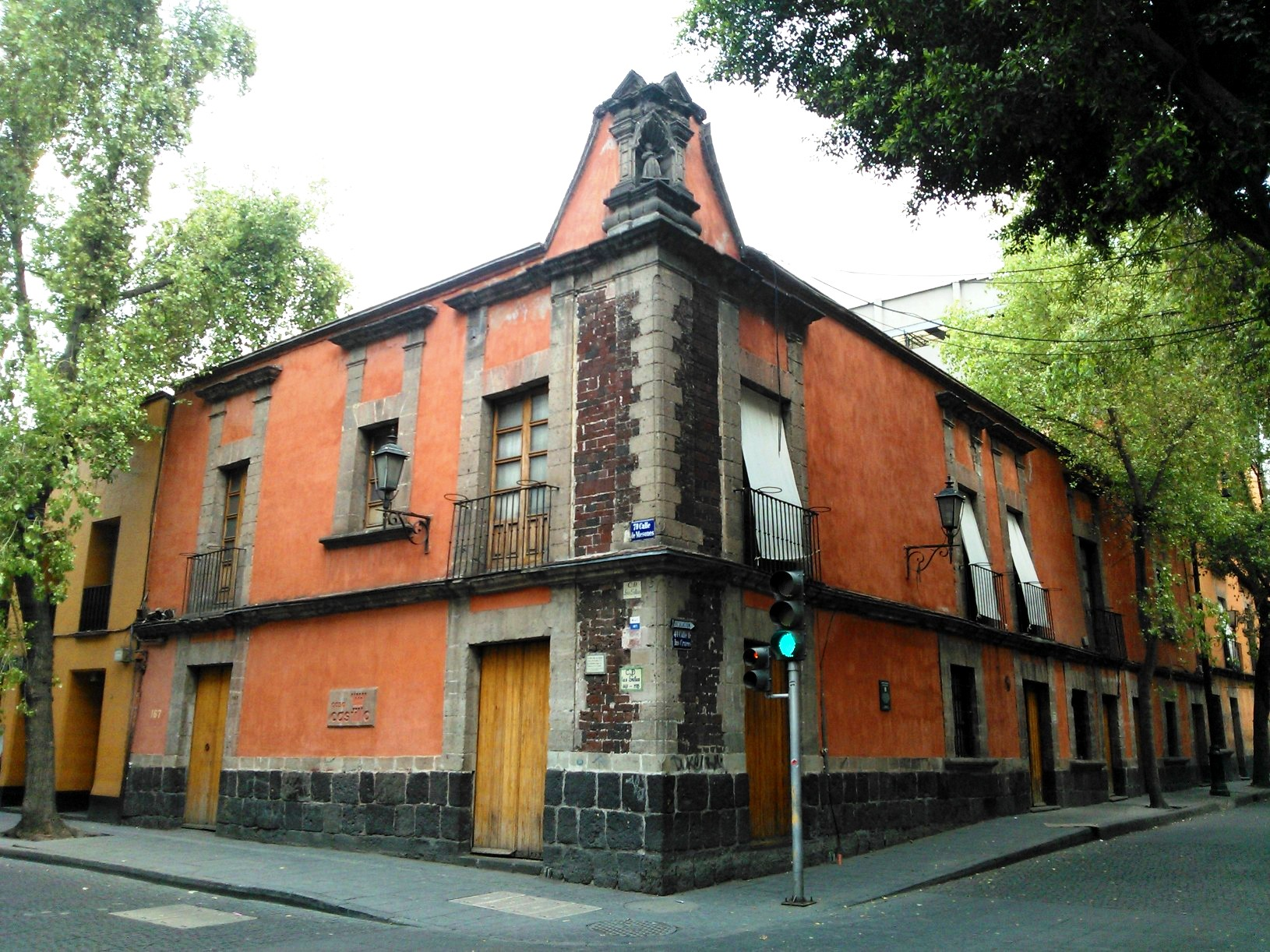
Casa de las Gallas
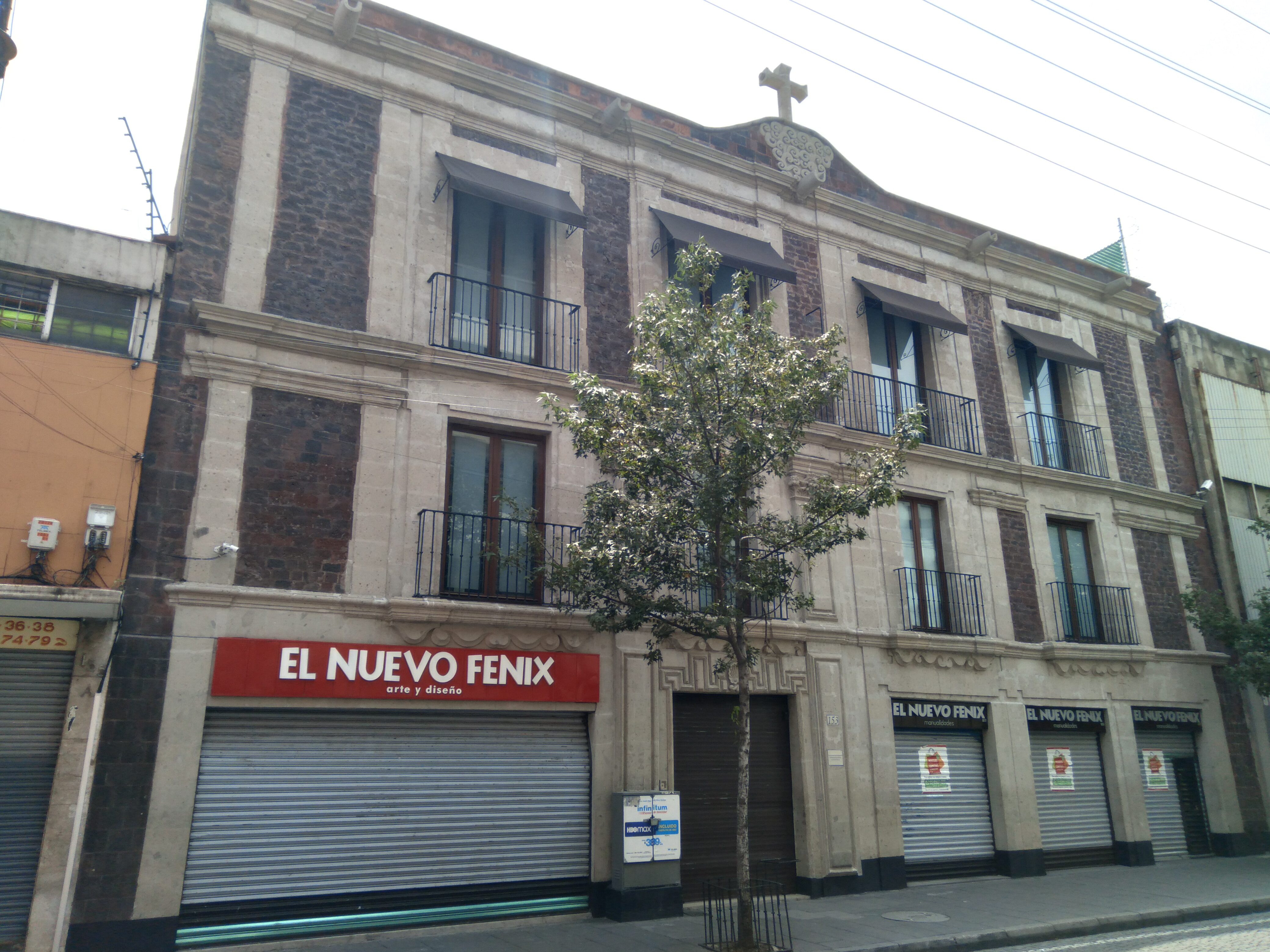
Casa de Andrés Quintana Roo
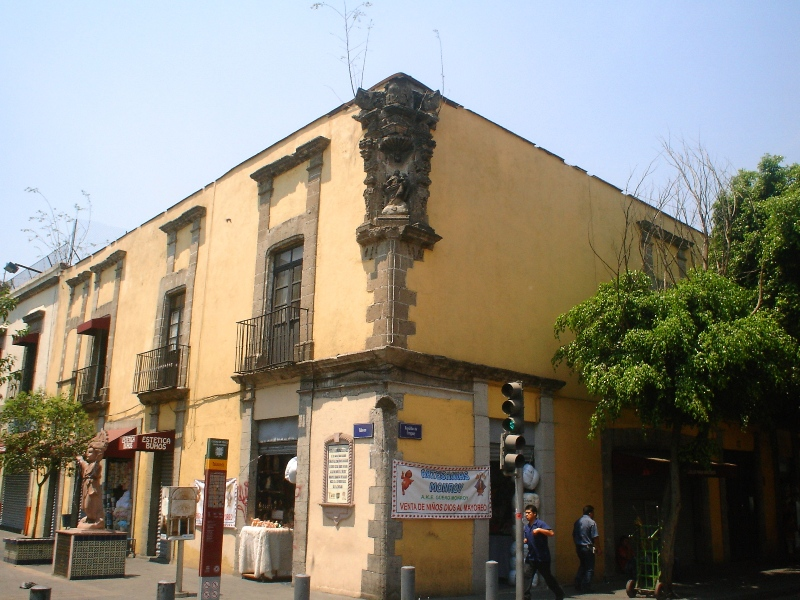
Casa de Fray Melchor de Talamantes
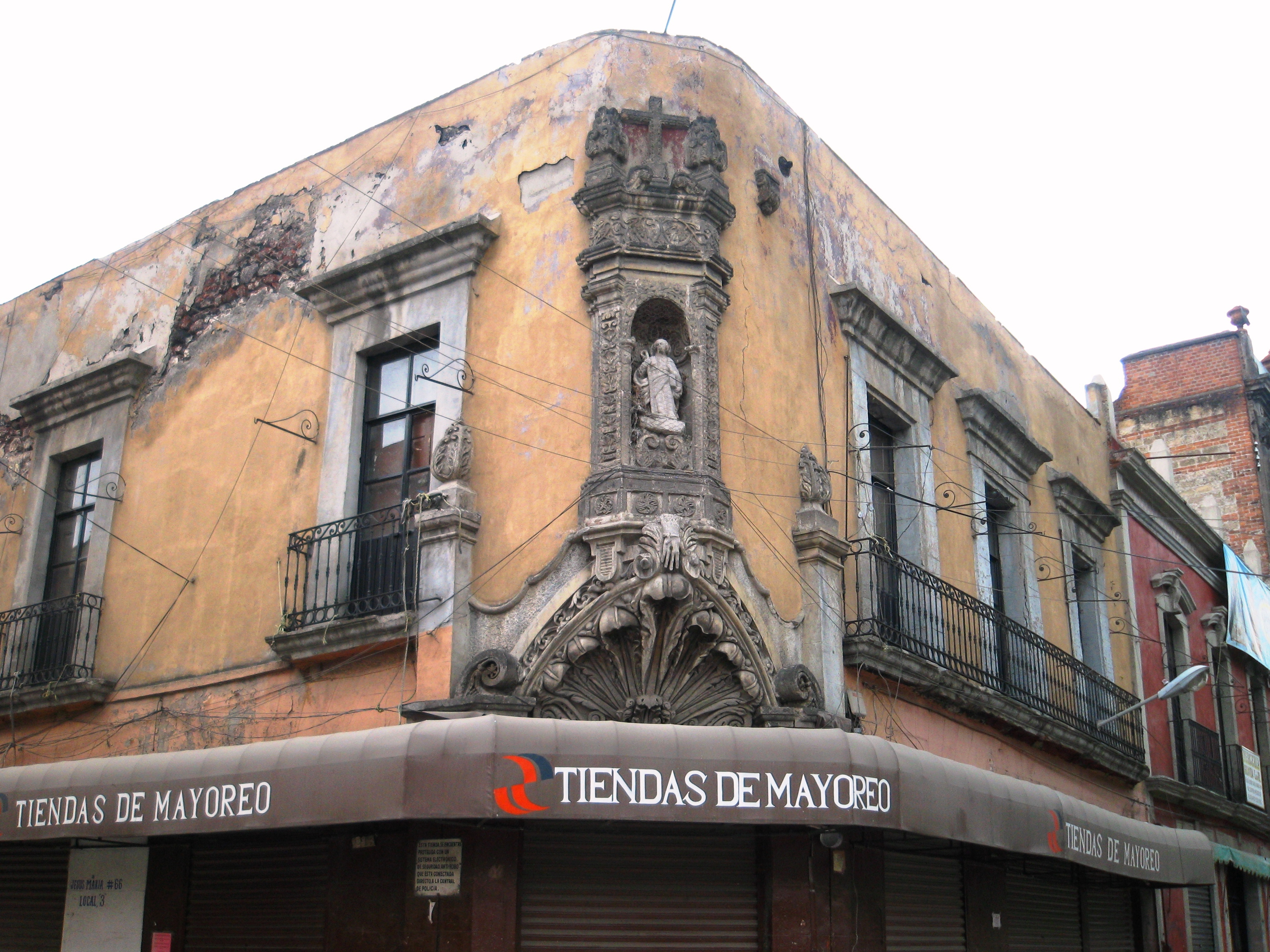
Casa de la Manita
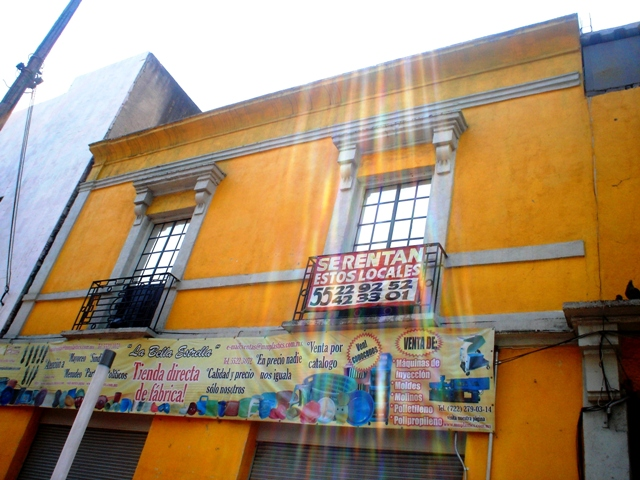
Ex Fábrica de Vidrio de Carretones
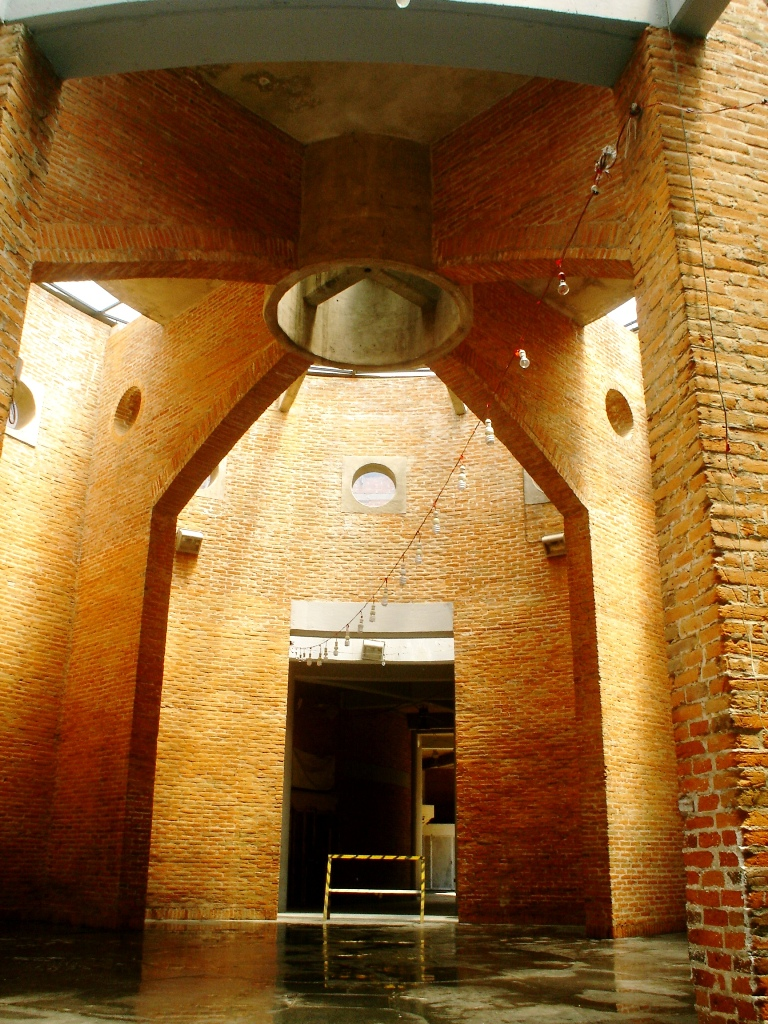
Mercado de Roldán
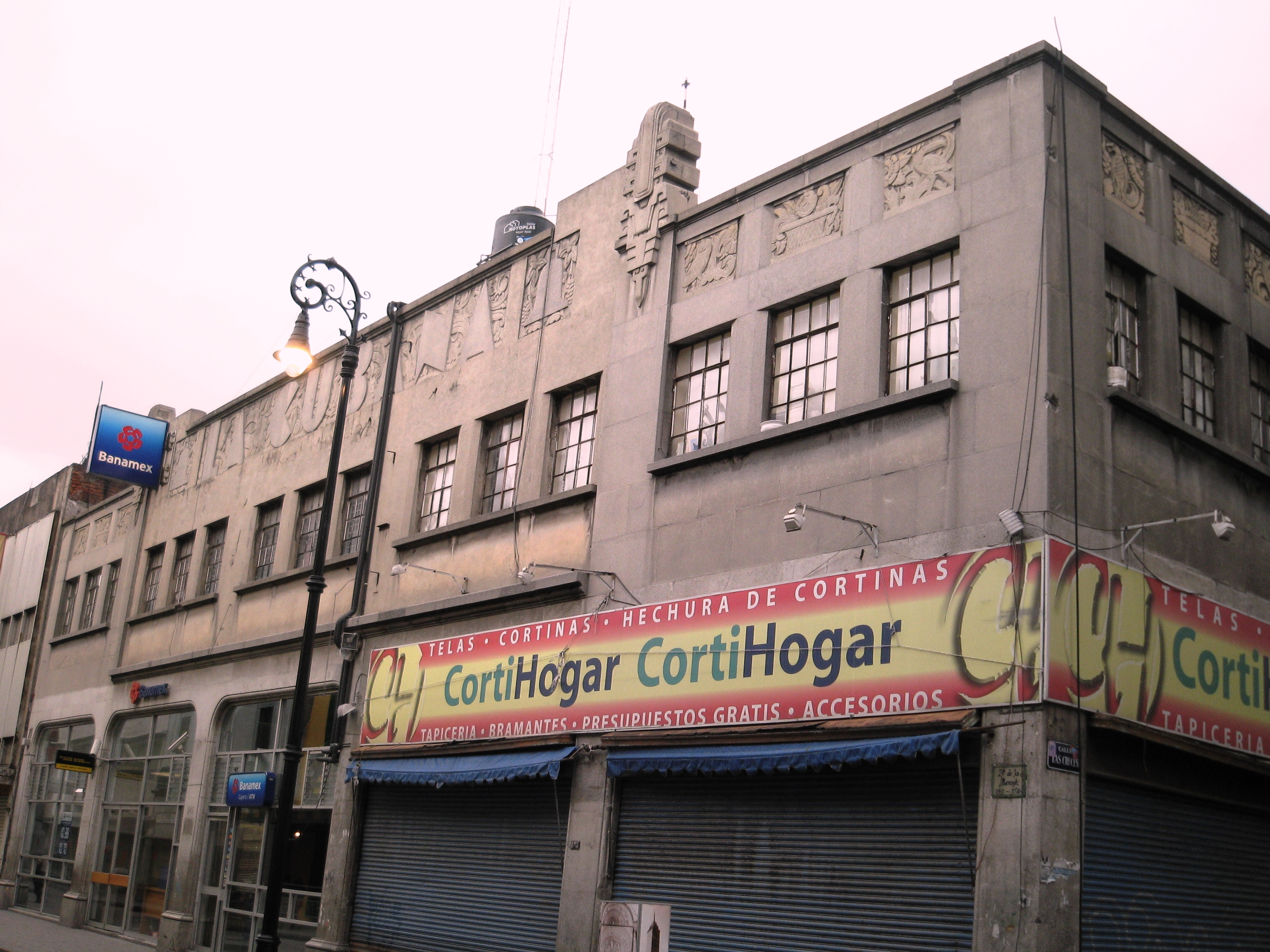
Edificio de la Ex Fábrica de Chocolates La Cubana
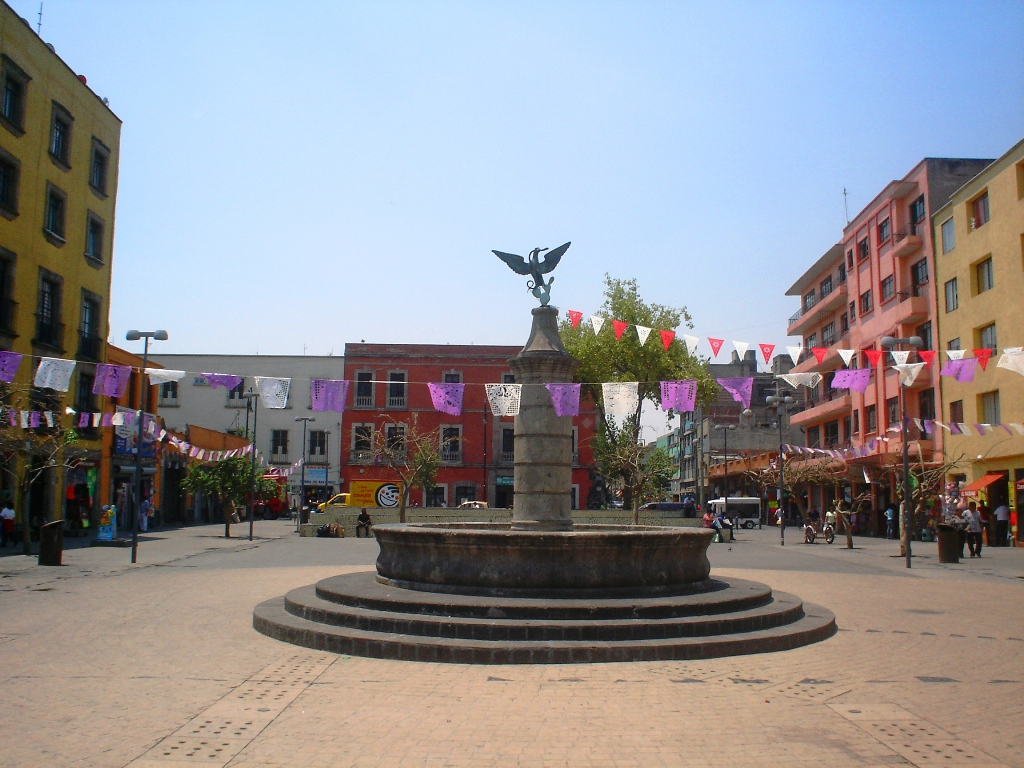
Plaza de la Aguilita
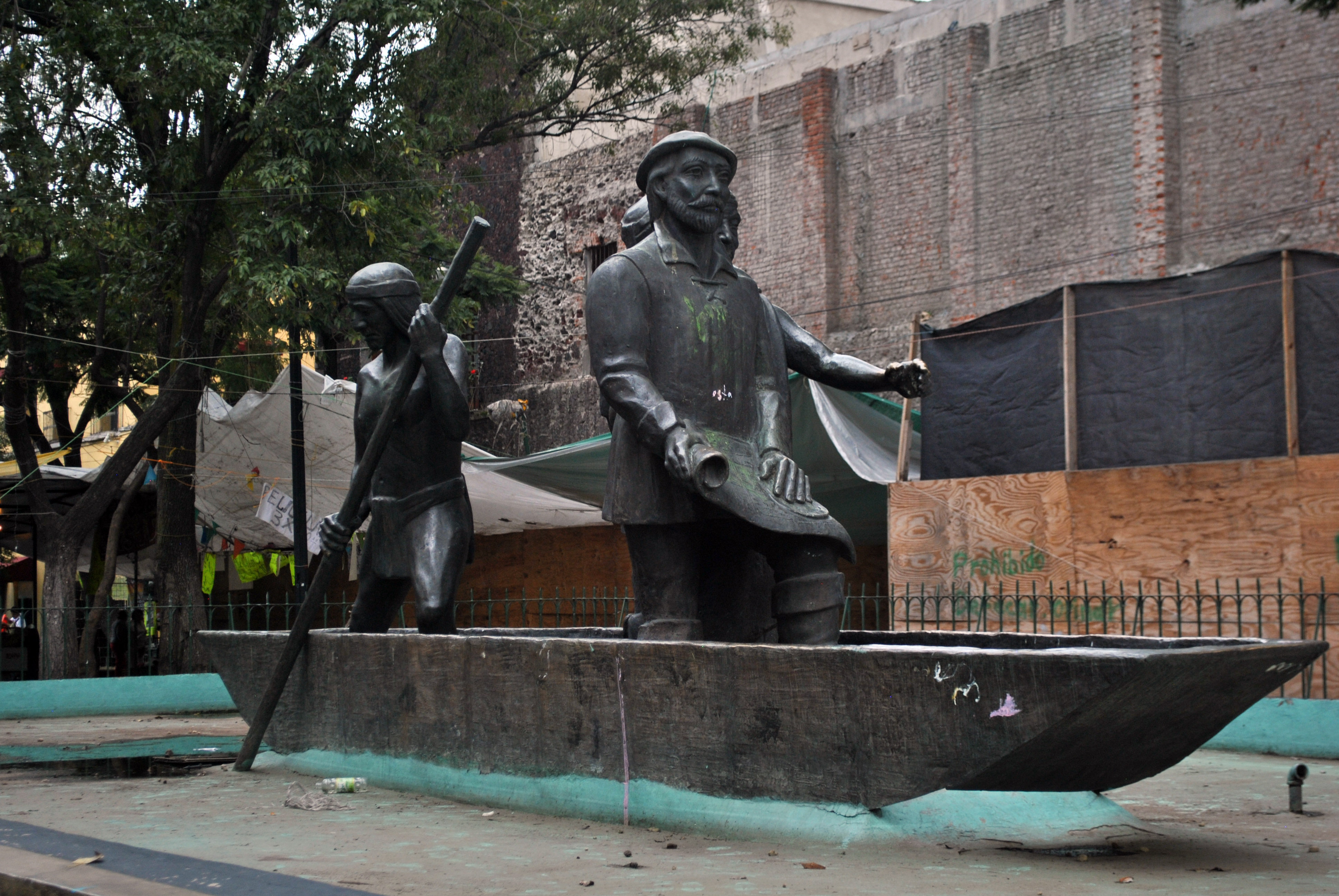
Plaza Alonso García Bravo
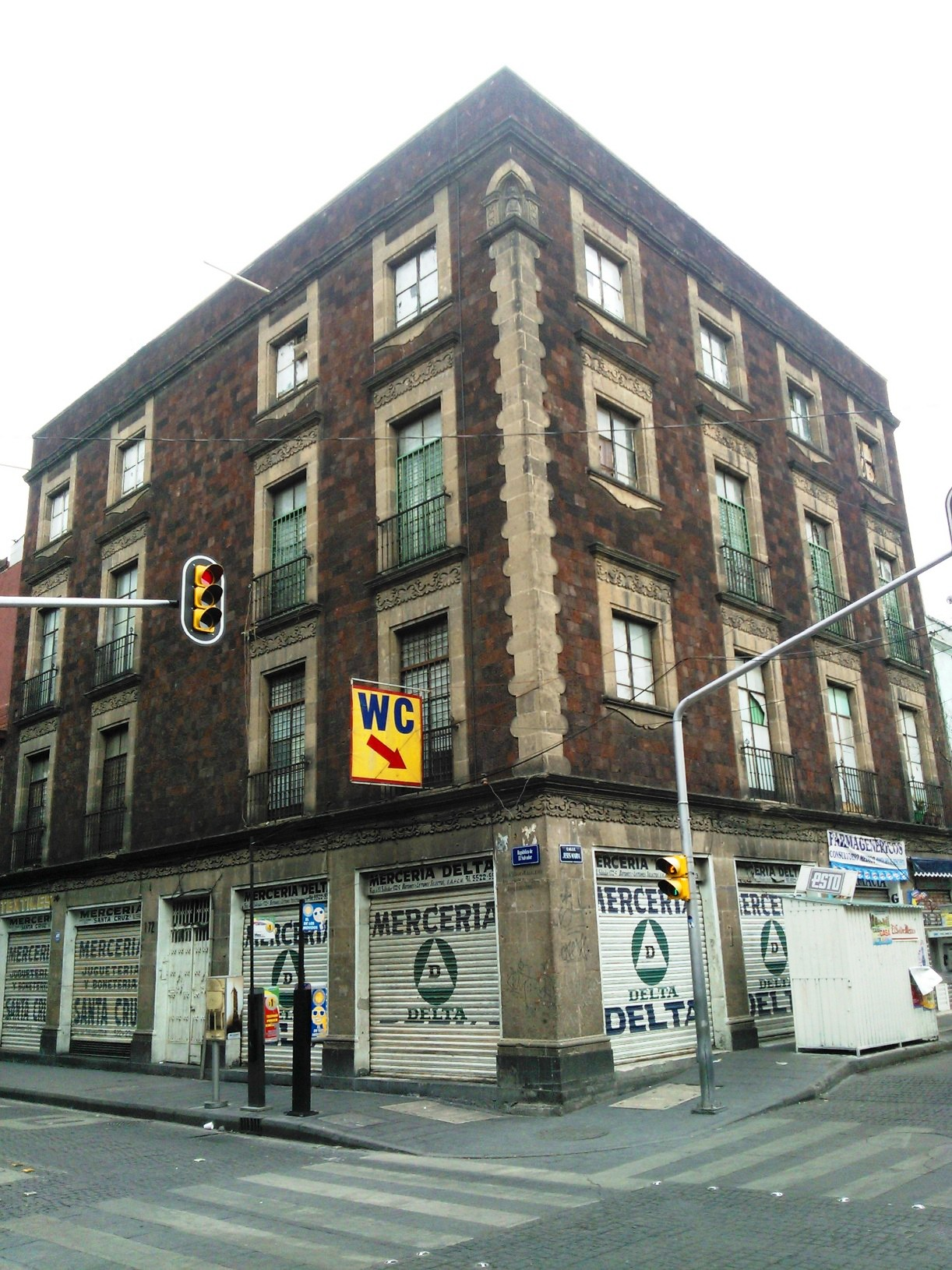
Edificio Neocolonial del arquitecto Juan Sordo Madaleno